# 郑旗乡
郑旗乡，是中华人民共和国宁夏回族自治区中卫市海原县下辖的一个乡镇级行政单位。

## 行政区划
郑旗乡下辖以下地区：
西沿村、郑旗村、何庄村、后山村、吴湾村、老鸦村、撒堡村、南山村、撒台村和中坪村。